# Blacksky Pathfinder-1
Blacksky Pathfinder-1 es el primer satélite de observación terrestre de una serie de 60 cuya finalidad es observar el planeta Tierra generando imágenes de alta resolución espacial.
Con sede en Seattle, la empresa BlackSky, está apoyada financieramente por Paul Allen, uno de los fundadores de Microsoft. Tiene programado poner en órbita un conjunto de 60 satélites de aproximadamente 50 kg de peso cada uno, con el que generará imágenes de un metro de resolución. La construcción de los satélites fue encargada a la empresa Spaceflight Industries, quien también se encargará de lanzar los satélites, siendo el primero puesto en órbita el 26 de septiembre de 2016.
Equipado con una carga útil óptica desarrollada por la empresa Harris Corporation que tomará imágenes en áreas de cobertura de aproximadamente 4,4 km. por 6,6 km, y una resolución de 1 metro.
Se prevé que el conjunto o constelación completa se encuentre orbitando la Tierra en el año 2019, su intención es la de poner a la venta las imágenes, producidas con un margen de tiempo de 90 minutos.
El satélite fue lanzado el 26 de septiembre de 2016 por la Agencia India de Investigación Espacial utilizando un cohete PSLV-C35.